# Streblosoma intestinale
Streblosoma intestinale är en ringmaskart som beskrevs av M. Sars in G.O. Sars 1872. Streblosoma intestinale ingår i släktet Streblosoma och familjen Terebellidae. Arten är reproducerande i Sverige. Inga underarter finns listade i Catalogue of Life.